# Nils Koppang
Nils Björn Koppang, född 21 april 1958 i Oslo, är en norsk-svensk fäktare. Koppang representerade Norge i Sommar-OS 1976 och 1984, med en 11:e plats från 1984 som bästa placering.
Koppang bor utanför Vadstena och är far till handbollsspelaren Nina Koppang.
Medaljer i norska mästerskap
| Placering | Övning  | År                                       |
| --------- | ------- | ---------------------------------------- |
| Guld      | Värja   | 1974, 1975, 1979, 1984, 1987, 1988, 1990 |
| Guld      | Florett | 1974, 1976, 1979                         |
| Silver    | Värja   | 1976, 1981, 1989, 1991                   |
| Silver    | Florett | 1977, 1978                               |
| Brons     | Värja   | 1983, 1985                               |
| Brons     | Florett | 1975                                     |